# Gammel Dansk

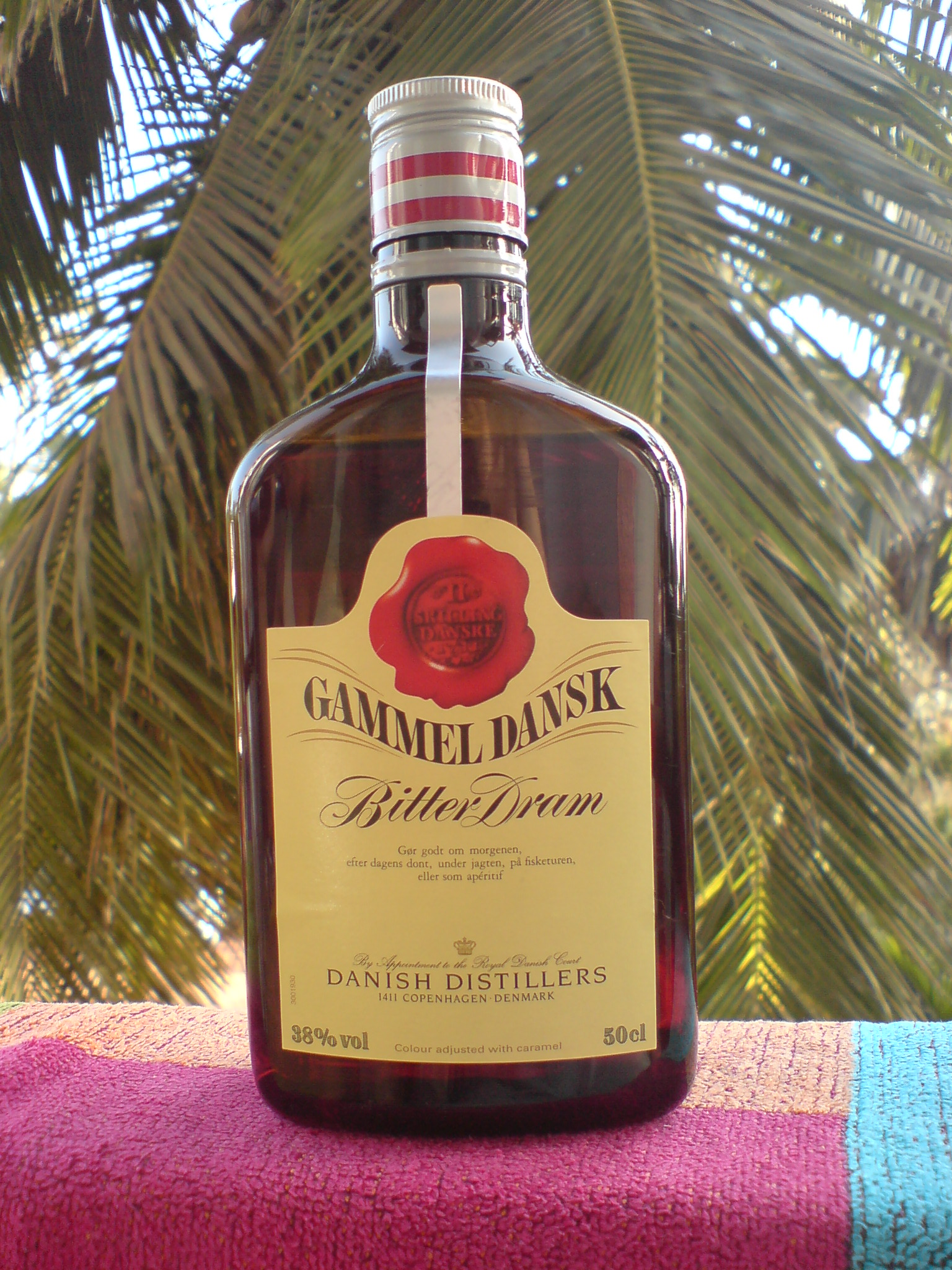

Gammel Dansk is een Deense kruidenlikeur, een maagbitter of maagelixer (Bitter Dram) met een alcoholpercentage van 38%. "Gammel Dansk" betekent "Oud Deens".
J.K. Asmund stelde het recept van de drank in 1964 samen. Het precieze recept is een bedrijfsgeheim, maar is een combinatie van 29 verschillende kruiden, specerijen en bloemen. Gammel Dansk bevat onder meer nootmuskaat, anijs, grote engelwortel en wilde lijsterbes.
De likeur werd het populairste Deense maagbitter. Hij wordt soms reeds bij het ontbijt gedronken bij wijze van opkikker. Het etiket vermeldt: Gør godt om morgenen, efter dagens dont, under jagten, på fisketuren eller som apéritif ("doet goed 's morgens, na de vermoeidheid van de dag, op de jacht, bij het vissen of als aperitief").
Gammel Dansk werd vanaf 1964 geproduceerd door de Danske Spritfabrikker (Danish Distillers), oorspronkelijk in Roskilde; vanaf 1994 in Dalby en vanaf 2006 in Aalborg.
De Danske Spritfabriker is in 2008 overgenomen door Pernod Ricard en in 2012 door de Arcus Group, dat een hoofdkantoor heeft in Noorwegen. De productie van Gammel Dansk is in 2015 verplaatst naar Noorwegen.